# Коаленовски кодекс
Коаленовски кодекс или Коаленски кодекс (лат. Codex Coislinianus, симбол Hp или 015 H3) је један од најстаријих рукописа Новог завета на грчком, који датира с почетка 6. века. Кодекс се састоји од 41 листа.

## Карактеристике рукописа
Коаленовски кодекс је написан на пергаменту; величина листа - 30 х25 цм Текст на листу је распоређен у једној колони. Грчки текст је стихометријски подељен на редове различите дужине, у складу са колориметријским издањем Посланица које је приредио Еуфалије. Рукопис представља александријски тип текста. Текст рукописа припада 3. категорији Аланда .
У Посланици Титу додаје се да је рукопис исправљен према рукопису који се чува у Кесаријској библиотеци.

## Састав
Коаленовски кодекс садржи Павлове посланице; али су многи делови текста изгубљени. Римљанима, Филипљанима, Ефесцима, 2. Солуњанима и Филимону су сви изгубљени. До нашег времена сачувано:
1 Кор. 10:22-29; 11.9–16;
2 Кор. 4.2–7; 10;5–11.8; 11.12–12.4;
Гал. 1.1–10; 2.9–17; 4,30–5,5;
Кол. 1,26–2,8; 2.20–3.11;
1. Сол. 2.9–13; 4,5–11;
1 Тим. 1,7–2,13; 3.7–13; 6.9–13;
2 Тим. 2.1–9;
Титу 1,1–3, 1,15–2,5; 3:13-15;
Јеврејима 1:3-8; 2:11-16; 3:13-18; 4:12-15; 10.1–7; 10:32–38; 12:10–15; 13:24-25.

## Историја
Палеографски, кодекс, према једногласном мишљењу истраживача, потиче са почетка 6. века. Рукопис се дуго чувао у светогорском манастиру.
Пјер Сегијер (1588-1672) донео је са Атоса у Париз 14 листова кодекса. За време Француске револуције, Петар Петрович Дубровски, добивши 2 листа кодекса, донео их је из Париза у Санкт Петербург.
Данас се 8 листова рукописа чува на Атосу (Велика Лавра), 3 у Кијеву, 3 у Санкт Петербургу, 3 у Москви, 22 листа у Паризу, 2 у Торину.